# School’s Out
Az 1972-es School’s Out Alice Cooper ötödik nagylemeze. Az album címadódala állandóan szerepel Cooper koncertjein, és gyakran játsszák a klasszikus rock rádióadók. A lemez borítóját Craig Braun tervezte. 2009-ben az Audio Fidelity számára elkészült az album felújított változata.
A School’s Out 2. lett az amerikai Billboard listáján, és 1. a kanadai RPM 100 Top Albums Chart-on (vezető pozícióját négy hétig megtartotta). A School’s Out kislemez 7. lett a Billboard Hot 100-on, 3. a RPM Top Singles Chart-on, és első a brit kislemezlistán.
Szerepel az 1001 lemez, amit hallanod kell, mielőtt meghalsz című könyvben.

## Az album dalai
| 1. | School’s Out            | Alice Cooper, Glen Buxton, Michael Bruce, Dennis Dunaway, Neal Smith | 3:34 |
| 2. | Luney Tune              | Cooper, Dunaway                                                      | 3:36 |
| 3. | Gutter Cat vs. the Jets | Buxton, Dunaway, Leonard Bernstein, Stephen Sondheim                 | 4:39 |
| 4. | Street Fight            | Cooper, Buxton, Bruce, Dunaway, Smith                                | 0:55 |
| 5. | Blue Turk               | Cooper, Bruce                                                        | 5:29 |

| 1. | My Stars         | Cooper, Bob Ezrin                                                               | 5:46 |
| 2. | Public Animal #9 | Cooper, Bruce                                                                   | 3:53 |
| 3. | Alma Mater       | Smith                                                                           | 3:39 |
| 4. | Grande Finale    | Cooper, Buxton, Bruce, Dunaway, Bob Ezrin, Smith, Mack David, Leonard Bernstein | 4:36 |

## Közreműködők
- Alice Cooper – ének
- Glen Buxton – szólógitár
- Michael Bruce – ritmusgitár, billentyűk
- Dennis Dunaway – basszusgitár
- Neal Smith – dob
- Bob Ezrin – billentyűk
- Dick Wagner – szólógitár a My Stars-on
- Rockin' Reggie Vincent – gitár, háttérvokál